# Chasse aux maris
Pour film de 1955, voir La Chasse aux maris.
Pour plus de détails, voir Fiche technique et Distribution.
Chasse aux maris (Once More, My Darling) est un film américain en noir et blanc réalisé par Robert Montgomery, sorti en 1949.

## Synopsis
Collie Laing est un célibataire férocement endurci qui vit avec sa mère, une avocate de haut rang. La ravissante héritière Marita Connell ne désespère pas de le faire changer d'avis. Collie est appelé de manière inattendue par la réserve de l'armée américaine avec le grade de capitaine, et se voit confier une mission particulière : faire la cour à Marita pour découvrir qui lui a donné un joyau volé par les nazis pendant la guerre. Vingt-quatre heures suffisent pour que Collie et Marita tombent amoureux et s'enfuient à Las Vegas, ce qui donne lieu à une course-poursuite effrénée déclenchée par le père inquiet de la belle.

## Fiche technique
- Titre français : Chasse aux maris
- Titre : Once More, My Darling
- Réalisation : Robert Montgomery, assisté de John Sherwood et Jack Hively
- Scénario : Robert Carson (en) et Oscar Saul
- Producteur : Joan Harrison
- Société de production : Neptune Productions
- Société de distribution : Universal Pictures
- Costumes : Orry-Kelly
- Musique : Elizabeth Firestone
- Photographie : Franz Planer
- Montage : Ralph Dawson
- Pays de production :  États-Unis
- Langue originale : anglais américain
- Format : noir et blanc — 35 mm — 1,37:1 — son : mono
- Genre : comédie
- Durée : 92 minutes
- Dates de sortie : 
  - États-Unis : 10 août 1949
  - France : 12 juin 1953

## Distribution
- Robert Montgomery : Collier Laing
- Ann Blyth : Marita Connell
- Jane Cowl : Mme Laing
- Charles McGraw : Herman Schmelz, chauffeur
- Taylor Holmes : Jed Connell
- Steven Geray : Kalzac
- John Ridgely : Burke
- Don Beddoe : le juge Fraser
- Wilton Graff : M. Frobisher
- Ray Teal : le chauffeur du camion
- Lillian Randolph : Mamie
- Roland Winters : le colonel Head
- Louise Lorimer : Mme Fraser